# Lodger (album)
Lodger je studiové album Davida Bowieho; poslední ze série „Berlin Trilogy“. Album spolu s Bowiem produkoval Tony Visconti a vyšlo v květnu 1979 pod hlavičkou RCA Records.

## Seznam skladeb
| Strana 1 (LP) | Strana 1 (LP)        | Strana 1 (LP) | Strana 1 (LP) |
| Pořadí        | Název                | Autor         | Délka         |
| ------------- | -------------------- | ------------- | ------------- |
| 1.            | Fantastic Voyage     | Bowie, Eno    | 2:55          |
| 2.            | African Night Flight | Bowie, Eno    | 2:54          |
| 3.            | Move On              | Bowie         | 3:16          |
| 4.            | Yassassin            | Bowie         | 4:10          |
| 5.            | Red Sails            | Bowie, Eno    | 3:43          |

| Strana 2 (LP) | Strana 2 (LP)      | Strana 2 (LP)      | Strana 2 (LP) |
| Pořadí        | Název              | Autor              | Délka         |
| ------------- | ------------------ | ------------------ | ------------- |
| 1.            | DJ                 | Bowie, Eno, Alomar | 3:59          |
| 2.            | Look Back in Anger | Bowie, Eno         | 3:08          |
| 3.            | Boys Keep Swinging | Bowie, Eno         | 3:17          |
| 4.            | Repetition         | Bowie              | 2:59          |
| 5.            | Red Money          | Bowie, Alomar      | 4:17          |

## Obsazení
- David Bowie – klavír, kytara, syntezátory, Chamberlin, zpěv, doprovodný zpěv
- Carlos Alomar – kytara, bicí
- Dennis Davis – baskytara, perkuse
- George Murray – baskytara
- Sean Mayes – klavír
- Simon House – housle, mandolína
- Adrian Belew – kytara, mandolína
- Tony Visconti – kytara, mandolína, baskytara, doprovodný zpěv
- Brian Eno – syntezátory, preparovaný klavír, elektronické efekty, klavír, doprovodný zpěv
- Roger Powell – syntezátory
- Stan – saxofon